# Mkhitar Manukyan
Mkhitar Manukyan (n. 20 septembrie 1973, Leninakan, Republica Sovietică Socialistă Armeană, URSS) este un luptător ce a reprezentat Armenia, medaliat olimpic. A participat la 3 ediții ale Jocurilor Olimpice (1996, 2000, 2004) în care a câștigat o medalie de bronz.